# Фалкенбери (община)
Община Фалкенбери (на шведски: Falkenbergs kommun) е разположена в лен Халанд, югозападна Швеция с обща площ 1162 km2 и население 41 912 души (към 31 декември 2013). Административен център е град Фалкенбери.